# Petőháza, Győr-Moson-Sopron
Petőháza  este un sat în districtul Sopron, județul Győr-Moson-Sopron, Ungaria, având o populație de 1.005 locuitori (2011). 

## Demografie
Componența etnică a satului Petőháza
     Maghiari (94,44%)
     Germani (4,25%)
     Necunoscut (1,31%)
     Alții (1,31%)
Componența confesională a satului Petőháza
     Romano-catolici (70,65%)
     Fără religie (6,37%)
     Reformați (1,99%)
     Atei (1,59%)
     Luterani (1,49%)
     Necunoscută (17,91%)
     Alte religii (0,7%)
Conform recensământului din 2011, satul Petőháza avea 1.005 locuitori. Din punct de vedere etnic, majoritatea locuitorilor (94,44%) erau maghiari, cu o minoritate de germani (4,25%). Apartenența etnică nu este cunoscută în cazul a 1,31% din locuitori.  Din punct de vedere confesional, majoritatea locuitorilor (70,65%) erau romano-catolici, existând și minorități de persoane fără religie (6,37%), reformați (1,99%), atei (1,59%) și luterani (1,49%). Pentru 17,91% din locuitori nu este cunoscută apartenența confesională.